# Alexander Osteroth
Alexander Osteroth (* 13. April 1950 in Wiesbaden) ist ein deutscher Schauspieler.

## Leben
Osteroth absolvierte eine Schauspielausbildung an der Staatlichen Hochschule für Musik und Darstellende Kunst in Stuttgart. Er hatte als Theaterschauspieler Engagements unter anderem am Staatstheater Stuttgart, am Alten Schauspielhaus Stuttgart, am Theater Krefeld, an den Städtischen Bühnen Münster, an der Landesbühne Esslingen, am Landestheater Coburg und am Ernst Deutsch Theater in Hamburg. Außerdem trat er an den meisten Boulevardtheatern in Deutschland auf. Mehrfach ging er mit Theaterproduktionen auch auf Tournee, insbesondere für die Theatergastspiele Kempf und die Konzertdirektion Landgraf.
1999 hatte Osterroth ein Engagement am Kleinen Theater im Park in Bad Godesberg. 2001 war Osteroth mit der Bühne 64 mit Einaktern von Georges Feydeau auf Tournee. 2002 übernahm er bei einer Tournee die männliche Titelrolle in dem Bühnenstück Der Prinz und die Tänzerin. 2002 spielte er mit Jenny Elvers und René Heinersdorff im Theater an der Kö in Düsseldorf den Liebhaber der weiblichen Hauptrolle in der Komödie Verzwickte Lügen von Clive Exton. 2004 verkörperte er Fritz Rémond-Theater in Frankfurt am Main den Neffen Jonathan Brewster in der Kriminalkomödie Arsen und Spitzenhäubchen; seine Partnerinnen in den Rollen der beiden schrulligen Tanten waren Lis Verhoeven und Hannelore Zeppenfeld. Von 2006 bis 2008 trat er in der Hamburger Neuen Flora als Kartenspieler Moe Pressman und als Zweitbesetzung für die Rolle des Vaters Jake Houseman in dem Musical Dirty Dancing auf. 2008 gastierte er am Contra-Kreis-Theater in Bonn an der Seite von René Toussaint in der Komödie Ein Seitensprung für zwei. In der Spielzeit 2009/2010 trat er an der Komödie Frankfurt als Zuhälter Hippolyte in dem Musical Irma la Douce auf.
Ab Ende der 1970er Jahre war Osteroth regelmäßig auch im deutschen Fernsehen zu sehen. Osteroth übernahm hierbei mehrere durchgehende Serienrollen, wiederkehrende Episodenrollen und auch Gastrollen. Osterroth wurde im deutschen Fernsehen häufig in der Rolle des zwielichtigen Geschäftsmanns, eleganten Lebemanns und als oberflächlicher Liebhaber eingesetzt. Osteroths komödiantisches Talent wurde im Fernsehen eher selten genutzt. Häufig übernahm er Episodenrollen in Kriminalfilmen und Krimiserien, unter anderem in Tatort, Ein Fall für zwei, SOKO 5113 und Anwalt Abel. In der Serie SOKO Kitzbühel war er 2005 als Kunstliebhaber Freiherr von Beck in einer Episodenhauptrolle zu sehen.
In der RTL-Seifenoper Unter uns spielte er von 1994 bis 1997 die Rolle des zerstreuten und etwas schrulligen Kunstprofessors Joachim Albrecht.
Osteroth lebt in München.

## Filmografie (Auswahl)
- 1977: Tatort: Himmelblau mit Silberstreifen (Fernsehreihe)
- 1978: Tatort: Rot – rot – tot (Fernsehreihe)
- 1978: Liebling, ich bin da (Fernsehfilm)
- 1982: Ein Fall für zwei: Nervenkrieg (Fernsehserie, eine Folge)
- 1984: Die Frau ohne Körper und der Projektionist
- 1986: Die Schwarzwaldklinik: Gewalt im Spiel (Fernsehserie, eine Folge)
- 1990: Heidi und Erni: Rosa oder blau (Fernsehserie, eine Folge)
- 1992; 1994; 2011: Forsthaus Falkenau [3 Folgen]
- 1994: Die Kommissarin: Böse Nachbarn (Fernsehserie, eine Folge)
- 1994: SOKO 5113: Potemkin läßt grüßen (Fernsehserie, eine Folge)
- 1994–1997: Unter uns (Fernsehserie)
- 1997: Tatort: Bluthunde (Fernsehreihe)
- 2005: SOKO Kitzbühel: Fehler im System (Fernsehserie, eine Folge)
- 2005: Der Bulle von Tölz: Der Weihnachtsmann ist tot (Fernsehserie, eine Folge)
- 2018: Gute Zeiten, schlechte Zeiten (Fernsehserie)
- 2019: Dr. Klein: Aller Anfang ist schwer (Fernsehserie, eine Folge)
- 2020: SOKO München: Die letzte Lieferung (Fernsehserie, eine Folge)